# 帝京大学小学校
帝京大学小学校（ていきょうだいがくしょうがっこう）は、東京都多摩市に所在する私立小学校である。

## 設置者
- 学校法人帝京大学

## 教育目標
帝京大学小学校の教育理念は帝京大学グループ建学の精神に准じ、「努力をすべての基とし偏見を排し、幅広い知識を身につけ、国際的視野に立って判断ができ、実学を通して創造力および人間味豊かな専門性ある人材の養成を目的とするに則り、知・情・意・体のバランスの取れた児童の育成を目指します」としている。

## 歴代学校長
- 初代 - 大南英明（2005年度～2007年度）
- 二代 - 児島邦弘（2008年度～2008年度）
- 三代 - 星野昌治（2009年度～2019年5月）
- 四代 - 矢野英明（2019年6月～2020年3月）
- 五代 - 石井卓之 (2020年4月～)

## 所在地
- 東京都多摩市和田1254-6

## 沿革
- 2005年4月1日 - 東京都多摩市に開校。帝京大学八王子キャンパスの敷地に設置された。
- 2012年4月 - 多摩市立竜ヶ峰小学校跡地に建設した新校舎へ移転。それまで使用していた旧校舎は後に解体され、跡地および周辺一帯に大学新校舎（ソラティオスクエア）が建設されている。
- 2013年 - 多摩市学校給食を導入。

## 特色
- ブラウン系を基調色としたシンプルモダンな外観の校舎は第54回（2013年）BCS賞を受賞した[1]。
- ネイティブによる児童の生活に密着した会話中心の英語授業を行っている。（1年生より週2時間・年70時間実施）
- 帝京大学教育学部の学生や大学公認団体がティーチング・アシスタント（TA）やボランティア講師として教育活動に参加している。
- 校歌はタケカワユキヒデの作詞・作曲によるものである。
- 帝京大学中学校・帝京八王子中学校・帝京中学校への特別進学枠がある。

## 公式サイト
- 帝京大学小学校